# Vjekoslav Luburić

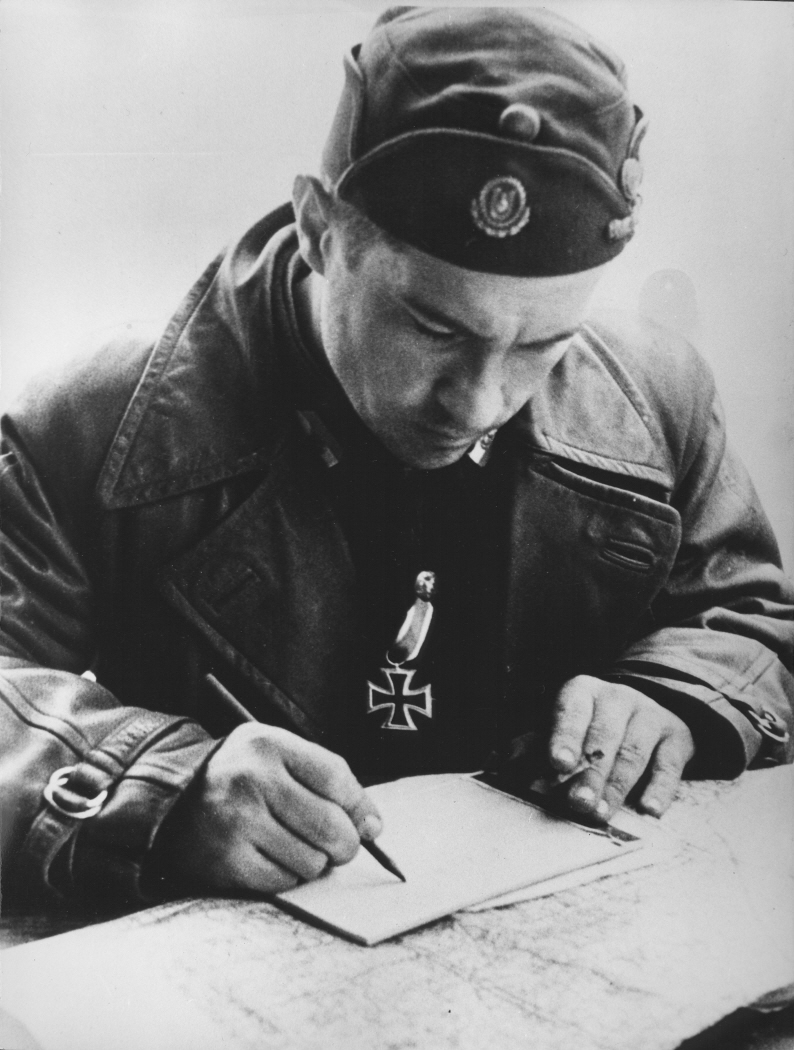
Vjekoslav Luburić in Ustascha-Uniform, ausgezeichnet mit dem Eisernen Kreuz II. Klasse (zwischen 1941 bis 1945)

Vjekoslav Luburić anhörenⓘ (* 6. März 1914 in Humac bei Ljubuški, Bosnien-Herzegowina; † 20. April 1969 in Carcaixent, Provinz Valencia, Spanien), auch bekannt unter seinem Decknamen Maks, war ein Funktionär und General der faschistischen Ustascha. Nach Gründung des Ustascha-Aufsichtsdienstes (UNS) im August 1941, leitete er das für die Konzentrationslager im „Unabhängigen Staat Kroatien“ (USK) zuständige Amt III Ustascha-Abwehrdienst (Ustaška obrana). In dieser Funktion sowie als Kommandant des Konzentrationslagers Jasenovac hatte er maßgeblichen Anteil an den Terrormaßnahmen gegen Serben, Juden und Roma.

## Leben
Luburić war das dritte Kind von Ljubomir und Marica Luburić, geb. Soldo. Sein Vater war Beamter bzw. einigen Angaben zufolge Kaufmann, und seine Mutter arbeitete in der Tabakfabrik von Ljubuški. Laut Luburićs Veröffentlichungen nach dem Zweiten Weltkrieg (erstmals 1953 und auch 1965), wurde er in seiner frühen Kindheit an Weihnachten Zeuge der grausamen Ermordung seines Vaters durch „Serben“ bzw. „Tschetniks“ – angeblich nur, weil dieser Kroate war. Im Kirchenbuch der Pfarrei Humac, ist für Ljubomir Luburić lediglich das Todesjahr 1918 mit einem Fragezeichen vermerkt. Wäre Luburićs Vater an einem hohen katholischen Feiertag auf grausame Weise ermordet worden, hätte der Pfarrer diese Information sicherlich vermerkt. Als Todesjahr hatte Luburić teils auch 1919 angegeben und auch 1923 wäre möglich.
Das Gymnasium in Mostar musste Luburić wegen seiner kroatisch-nationalistischen Einstellung vorzeitig verlassen. Im Jahr 1931 schloss er sich der Ustascha an und lebte von 1932 bis 1941 als politischer Emigrant in Ungarn.
Nach der Bildung des Unabhängigen Staates Kroatien (USK) im Jahr 1941 wurde Luburić zum General ernannt und mit dem Gebiet Drina betraut. Im gleichen Jahr übernahm er nach dem Tod von Mijo Babić (1903–1941), dessen Funktion als Beauftragter für die Konzentrationslager. Wegen seiner Rolle im KZ Jasenovac wurde er von Beobachtern der Nationalsozialisten in amtlichen Informationen  als „extremer Sadist“ und als „geisteskrank“ beschrieben. Von den Häftlingen erhielt er den Spitznamen Mesar (Der Metzger).

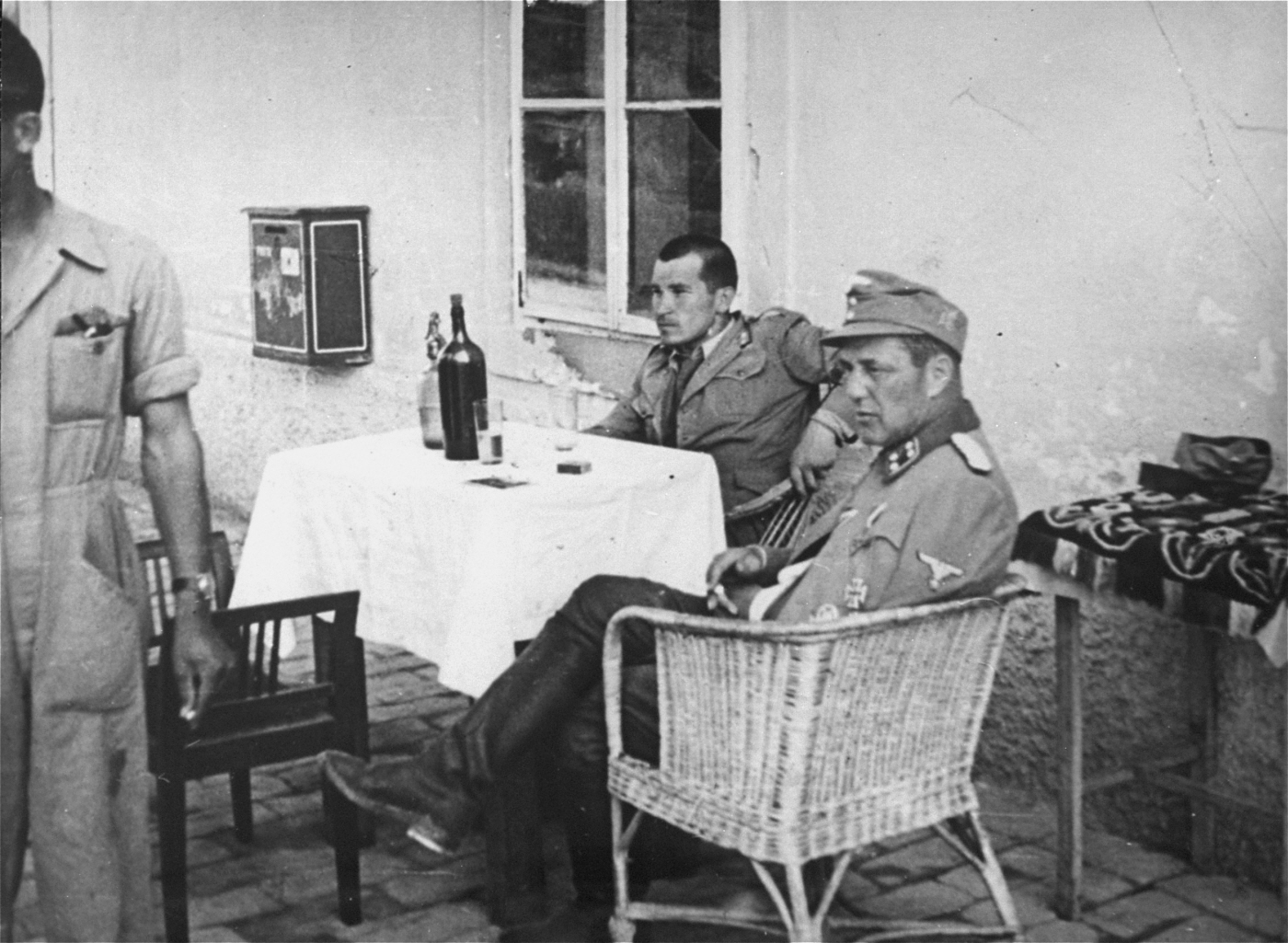
Vjekoslav Luburić (Hintergrund) mit einem SS-Sturmbannführer im KZ Stara Gradiška (Juni 1942).

Nach dem Ende des Zweiten Weltkrieges schloss er sich der Ustascha-Guerilla an, den sogenannten Križari, bevor er 1947 über Ungarn und Frankreich ins Exil in das franquistische Spanien ging. Im Jahr 1957 heiratete Luburić eine wohlhabende Spanierin; aus der Ehe gingen vier Kinder hervor. Ab 1958 lebte er unter falschem Namen in Spanien, geschützt durch das Regime von General Franco. Dort gründete er die rechtsextreme kroatische Emigrantenorganisation Hrvatski narodni otpor (Kroatischer Volkswiderstand) und war Herausgeber der Zeitschriften Drina und Obrana (Die Verteidigung). In den von ihm herausgegebenen Exil-Publikationen der Nachkriegszeit nannte er sich General Drinjanin (General von der Drina).
Am 20. April 1969 wurde Luburić in seiner Wohnung mit einer Eisenstange niedergeschlagen und mit Stichen in Nacken und Gesicht ermordet. Danach wurde die Leiche in einen Sack gewickelt und unter das Bett geschoben. Die Tat wurde durch einen Angestellten der darunterliegenden Druckerei „Drina“ entdeckt, in der auch die von Luburić herausgegebenen Zeitschriften gedruckt wurden, nachdem Blut durch die Decke gedrungen war. Als Luburićs Mörder gilt sein Angestellter Ilija Stanić (* 1945), ein Agent des jugoslawischen Geheimdienstes UDB.